# Atlas Aircraft Corporation of South Africa

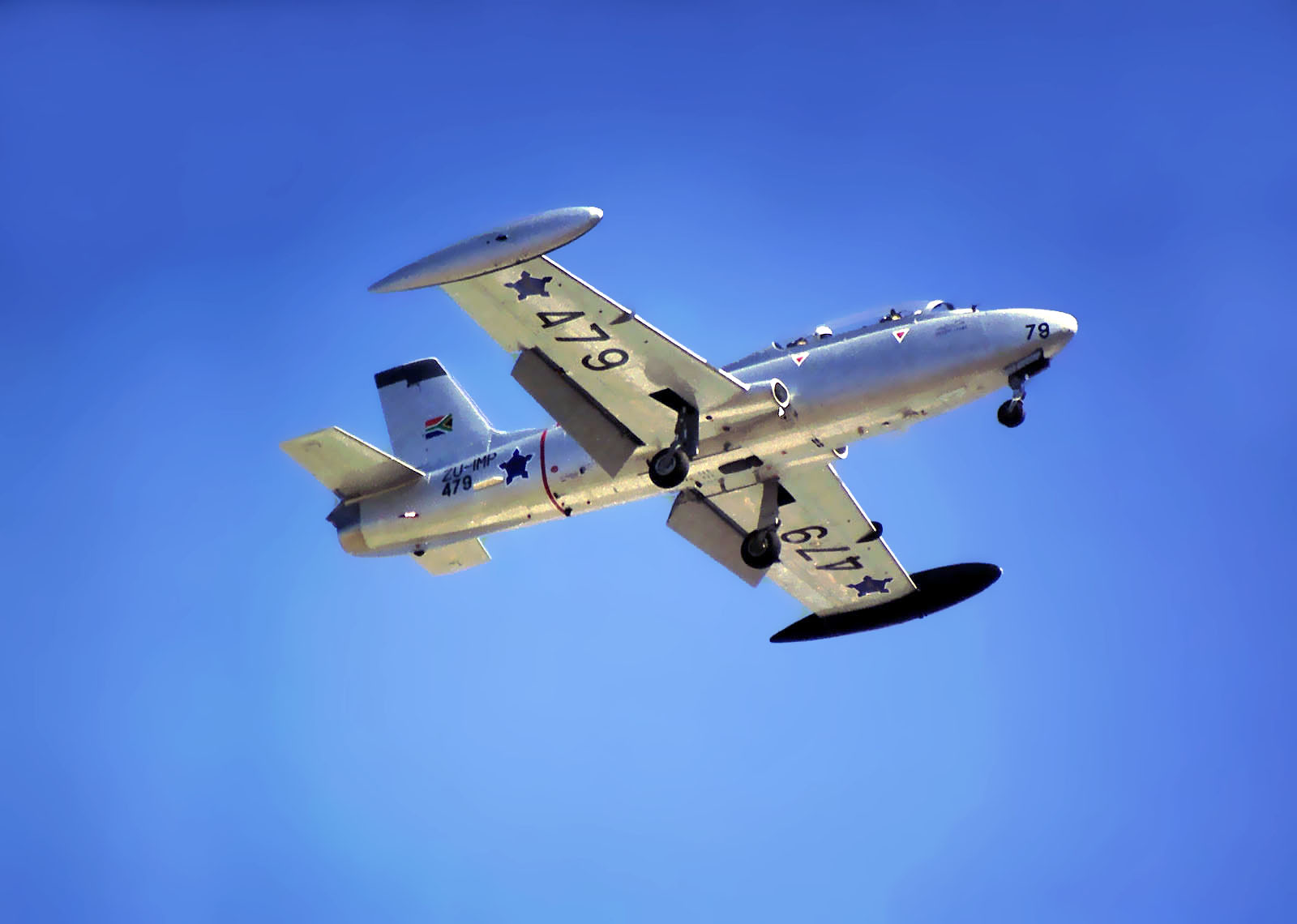
Atlas Impala im Jahr 2002

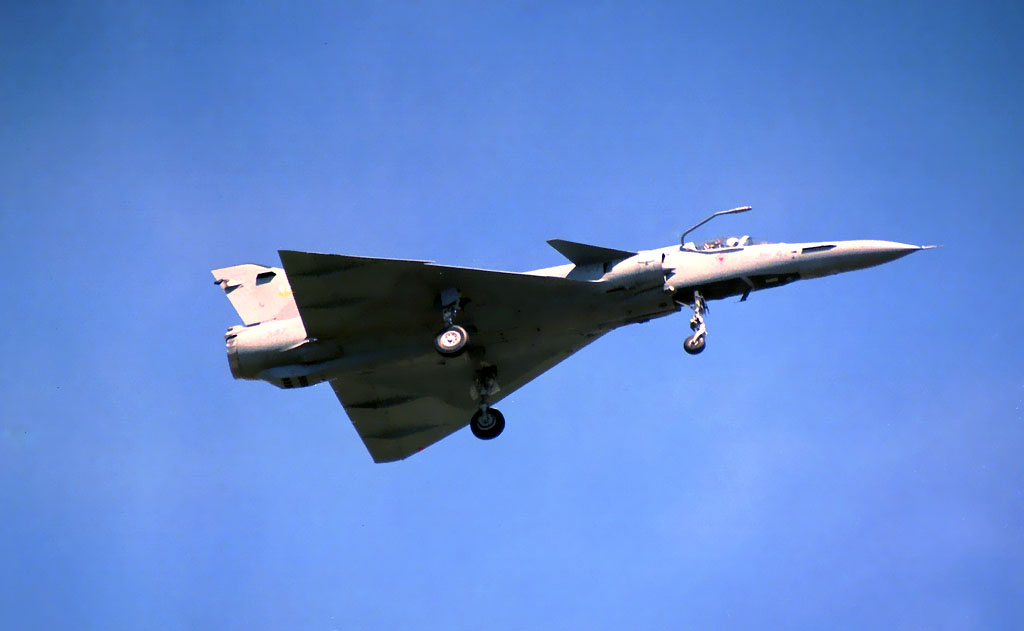
Atlas Cheetah im Jahr 2000

Die Atlas Aircraft Corporation of South Africa (auch als Atlas Aviation bekannt) wurde im Jahr 1965 gegründet, um eine Reihe von militärischen Flugzeugen und Ausrüstung für die South African Air Force und den Export in Lizenz herzustellen. Aufgrund des 1970 gegen Südafrika verhängte internationalen Waffenembargos war später die Hauptaufgabe die Weiterentwicklung, Modernisierung und Einsatzfähigkeitserhaltung der Flugzeuge und Hubschrauber der South African Air Force.
Nach der Gründung des von der südafrikanischen Regierung finanzierten Großkonzern Armscor (Armaments Corporation of South Africa) wurde die Atlas Aircraft Corporation 1968 diesem unterstellt.
Im Jahr 1992 wurde Atlas dann in das neu gegründete Rüstungsunternehmen Denel als Denel Aviation übernommen.

## Produkte
Atlas produzierte und verbesserte eine Vielzahl von Flugzeugen für die South African Air Force:
- Impala Mk I und Mk II – Lizenzbau und Weiterentwicklung der Aermacchi MB-326
- Atlas Cheetah – Weiterentwicklung der Dassault Mirage III
- Oryx – Weiterentwicklung der Aérospatiale SA 330
- Bosbok – Lizenzbau der Aermacchi AM.3
- Kudu – Lizenzbau Aermacchi AL-60
- Atlas XH-1 Alpha – Kampfhubschrauberkonzept
- Atlas ACE – Eigenentwicklung